# 戈尔诺乌拉尔斯基
戈尔诺乌拉尔斯基（羅馬化：Gornouralʹskiy）是俄罗斯斯维尔德洛夫斯克州的市级镇，为该州普里戈罗德内区唯一的一座市级镇。地处斯维尔德洛夫斯克州西部，位于区行政中心下塔吉尔北偏西、州府叶卡捷琳堡西北方。鄂毕河流域塔吉尔河一支流拉亚河（Лая）流经该镇，形成上下两个池塘。
距离该镇最近的火车站是位于西南约3公里处的拉亚站。
该地2022年人口有3,286人；2010年人口3,972；2002年人口4,268；1989年人口6,164。